# آرمبرگ
آرمبرگ (به آلمانی: Aremberg) یک شهر در آلمان است که در اهرویلر واقع شده‌است. آرمبرگ ۲۴۷ نفر جمعیت دارد.